# 応仁の乱
応仁の乱（おうにんのらん）は、室町時代中期の応仁元年（1467年）に発生し、文明9年（1477年）までの約11年に及んで継続した日本の内乱。発生時の元号から一般に「応仁の乱」と呼ばれるが、戦が続いたことにより、応仁は僅か3年で文明へと改元されたため、「応仁・文明の乱」（おうにん・ぶんめいのらん）と称されることもある。
室町幕府管領家の畠山氏と斯波氏それぞれの家督争いに端を発し、8代将軍足利義政以降、足利将軍家の後継者問題も絡んで幕政の中心であった細川勝元と山名宗全の二大有力守護大名による権力闘争が激化し、幕府勢力が、細川氏率いる東軍と山名氏率いる西軍に分かれ、幕府の主導権をめぐって争った。さらに各々の領国にも争いが拡散し、11年にわたる大乱となった。最終的には西軍が解体されたことで終息したが、主要な戦場となった京都全域は壊滅的な被害を受けて荒廃した。
明応2年（1493年）の明応の政変とともに、室町幕府の権威が失墜して日本が戦国時代へ移行した原因とされる。

## 背景

### 足利義政の8代将軍就任
鎌倉時代後期から公家を始めとする旧来の支配勢力は、相次ぐ戦乱の結果、力を付けて来た国人・商人・農民などの台頭によって、その既得権益を侵食されつつあった。また、守護大名による合議制の連合政権であった室町幕府は成立当初から将軍の権力基盤は脆弱で、三管領（細川氏、斯波氏、畠山氏）など宿老の影響力が強かった。それは宿老や守護大名も例外ではなく、領国の守護代や有力家臣の強い影響を受けていた。こうした環境が、家督相続の方式が定まっていなかったことも相まってしばしば将軍家・守護大名家に後継者争いや「お家騒動」を発生させる原因になった。幕府は、4代将軍足利義持の弟で、くじ引きによって選ばれた6代将軍足利義教が専制政治を敷き、守護大名を抑えつけて将軍の権力を強化したが、嘉吉元年（1441年）に赤松満祐に暗殺されてしまう。この混乱を収束させたのは管領細川持之と畠山持国であった。しかし、嘉吉2年（1442年）細川持之は隠居し翌年死去、7代将軍となった義教の嫡子である9歳の義勝も就任1年足らずで急逝した。義勝の同母弟である8歳の足利義政が、管領に就任していた畠山持国邸における衆議により次期将軍に選ばれ、文安6年（1449年）に正式に将軍職を継承した。

### 細川氏・山名氏の連携と、管領畠山持国の隠居
管領であった畠山持国は、足利義教に隠居させられていたが、嘉吉の乱の際に武力で家督を奪還し、義教によって家督を追われた者達を復権させ勢力を拡大した。持国には子がなかったため、弟の持富を養子に迎えていた。しかし、永享9年（1437年）に義夏（後の畠山義就）が生まれたため、文安5年（1448年）に持富を廃嫡して義夏を家督に付けた。これは将軍・足利義政にも認められ、義夏は義政から偏諱を授けられている。
そして、畠山持国、足利義政、義政の乳母今参局は一致して斯波氏家臣の争いに介入し、宝徳3年（1451年）の織田郷広の尾張守護代復帰を支援した。しかしこれは越前・遠江守護代甲斐常治の意を受けた日野重子（義政の母）の反対により頓挫した。さらに、畠山家内部でも重臣神保氏・遊佐氏は持富の廃嫡に納得せず、持国の甥で持富の子弥三郎を擁立するべきと主張した（持富は宝徳4年（1452年）に死去）。
このため享徳3年（1454年）4月3日畠山持国は神保国宗を誅殺した。この畠山氏の内紛に対し、細川勝元、山名宗全、そして畠山氏被官の多くが、勝元と宗全の下に逃れた畠山弥三郎・政長兄弟を支持し、8月21日に弥三郎派が持国の屋敷を襲撃した。難を逃れた畠山持国は8月28日に隠居させられ、義就は京都を追われ、足利義政は弥三郎を家督継承者と認めなくてはならなかった。一方で、弥三郎を匿った細川勝元の被官の処刑も命ぜられ、喧嘩両成敗の形も取られた。しかし山名宗全はこの命令に激怒し、処刑を命令した義政とそれを受け入れた勝元に対して反発した。足利義政は宗全追討を命じたが、細川勝元の嘆願により撤回され、宗全が但馬国に隠居することで決着した。12月6日に宗全が但馬国に下向すると、13日に義就が軍勢を率いて上洛して弥三郎は逃走。再び畠山義就が家督継承者となった。
なお、文安4年（1447年）に勝元が宗全の養女を正室として以来、細川・山名の両氏は連携関係にあった。

### 管領細川勝元と畠山義就の対立
翌享徳4年3月26日（1455年4月12日）に畠山持国は死去し、畠山義就が畠山氏の家督を相続した。義就は弥三郎派の勢力を一掃するため、領国内で活発な弾圧を行った。この最中、義就は義政の上意と称して軍事行動を行ったため、次第に義政の信任を失った。さらに義就は勝元の所領である山城国木津を攻撃、細川勝元は弥三郎を擁立することで義就の追い落としを計画した。一方で山名宗全は、長禄2年（1458年）に赦免され、同年に義就と共に八幡神人討伐に参陣した頃から親義就派となっていった。長禄3年（1459年）には弥三郎が赦免され、上洛を果たしたが間もなく死去。代わって政長が勝元と弥三郎派の家臣団に擁立された。
寛正元年（1460年）9月20日には義政によって政長の畠山氏家督が認められ、義就は追放された。義就は河内嶽山城に籠もって徹底抗戦を図ったため義政は追討軍を発し、義就を攻撃させた（嶽山城の戦い）。しかし義就は寛正4年（1463年）4月15日まで攻撃を耐え抜き、嶽山城が落城した後は紀伊国、次いで吉野へ逃れた。

### 足利義政の関東政策と斯波氏
一方、関東では、享徳3年（1455年）に幕府に叛旗を翻し享徳の乱を起こした鎌倉公方（後に古河公方）足利成氏を討伐するため、長禄元年（1457年）足利義政は、異母兄の足利政知を新たな鎌倉公方として関東に派遣したが、政知は鎌倉へ下向できず、長禄2年（1458年）伊豆国堀越に留まった（後の堀越公方）。足利義政は斯波義敏を始めとする成氏追討軍を派遣しようとしたが、義敏が執事の甲斐常治と内乱を起こしたため更迭、息子の松王丸（義寛）を斯波氏当主に替えた。さらに寛正2年（1461年）、足利義政は斯波氏の家督を松王丸から、足利政知の執事である渋川義鏡の子・斯波義廉に替え、堀越府の軍事力強化を企図した。しかし、渋川義鏡が扇谷上杉家の上杉持朝と対立し、その後失脚したため、足利義政は斯波義敏の復権を画策した。

### 足利義政と政所執事
畠山氏や斯波氏の他にも、富樫氏、小笠原氏、六角氏でもお家騒動が起こっている。幕府はこれらの調停も行ったが、対応が首尾一貫せず、守護家に分裂の火種を残した。この政策は、室町幕府政所執事であり、義政側近の伊勢貞親が、将軍権力の向上を企図して主導したものであった。さらに、寛正4年（1463年）8月、義政の母日野重子が没し、大赦が行われ、畠山義就、武衛騒動で失脚した斯波義敏ら多数の者が赦免された。
この前後の一貫性のない幕府・朝廷の対応を興福寺別当尋尊は「公武御成敗諸事正体無し」と批判している。しかし、この大赦には、斯波義敏の妾と伊勢貞親の妾が姉妹であることや、細川勝元への牽制などの動機があった。ところが、この伊勢貞親の政策の裏では、中央から遠ざかっていた山名宗全が斯波義廉に接近、畠山義就、伊予国や安芸国で細川勝元と対立する大内政弘とも提携、反勢力の中核となっていった。
また、嘉吉の乱鎮圧に功労のあった山名宗全は主謀者赤松氏の再興に反対していたが長禄2年（1458年）、勝元が宗全の勢力削減のため、長禄の変で赤松氏遺臣が功績を立てたことを根拠に赤松政則を加賀守護職に取り立てたことから両者は激しく対立した。
後に勝元が養子で宗全の末子豊久を廃嫡したことが応仁の乱の一因となったともされる。

### 足利義視の還俗と義尚誕生
足利義政は29歳になったがいまだ子はなく、生存している足利宗家の男子は3名のみと断絶が危惧される情勢にあった。寛正5年11月26日（1464年12月24日）、義尋は還俗し名を足利義視と改めると勝元の後見を得て今出川邸に移った。間もなく義視は、義政の正室日野富子の妹である日野良子を妻に迎えたが、これは義政と富子のとりもちによるものであった。『応仁記』一巻本には義政が「男子が生まれても僧門に入れる」と義視に約束したという記述があるが、確証はない。
寛正6年11月23日（1465年12月11日）、義政と富子との間に足利義尚（後に義煕と改名）が誕生する。義尚は出生当時から「世嗣」として扱われていたが、義視の後継者待遇も変わらずに順調に昇進を続けており、20歳以上離れた義尚後継までの中継ぎとして扱われていた。続いて、文正元年7月30日（1466年9月9日）、義視と良子との間に足利義材（後に義稙と改名）が誕生する。義材は義政の甥であると同時に富子の甥でもあり、義尚に万が一のことがあれば代わりの後継者となり得る存在であった。
富子の依頼により山名宗全が義尚の後見人とされたという『応仁記』一巻本・三巻本の記述が従来の通説であったが、近年では反証もあげられている。実際に義尚の後見人であったのは「御父」とされた義政側近の伊勢貞親であり、むしろ宗全は赤松政則を支援する義政側近と敵対していたため、義政の早期隠退と義視の将軍就任を望む立場であった。また『大乗院寺社雑事記』には義視と宗全が共同して義就を支援していた記述が見られる。更に、細川・山名の両氏が対立関係となるのは寛正6年（1465年）から文明6年（1474年）までであり、勝元と宗全の対立を乱の原因とする理解は、『応仁記』一巻本・三巻本の叙述によるものであるとの見解も提起されている。

### 文正の政変
文正元年（1466年）7月23日、足利義政は側近の伊勢貞親・季瓊真蘂らの進言で斯波氏宗家・武衛家の家督を突然、斯波義廉から取り上げ斯波義敏に与えた。さらに8月25日には越前・尾張・遠江守護職を義敏に与え、義廉を討つよう命じている。しかし勝元はこれを拒否し、宗全も義廉について戦うと表明した。貞親ら側近衆は守護大名の抵抗により窮地に追い込まれた。
9月5日、伊勢貞親が義政に義視の誅殺を訴える事件が発生した。義政は一旦これを認めたが、9月6日に義視は居館であった今出川殿を脱出し、宗全の屋敷を経て勝元の屋敷に移った。勝元は宗全と協力して足利義視の無実を訴えた。これを受けて義政は伊勢貞親を切腹させるよう命じた。貞親は逃亡し、季瓊真蘂、斯波義敏、赤松政則も失脚して都を追われた。有力な側近を失った義政の影響力は著しく低下し14日に斯波家の家督は斯波義廉に戻された。

## 経過

### 御霊合戦

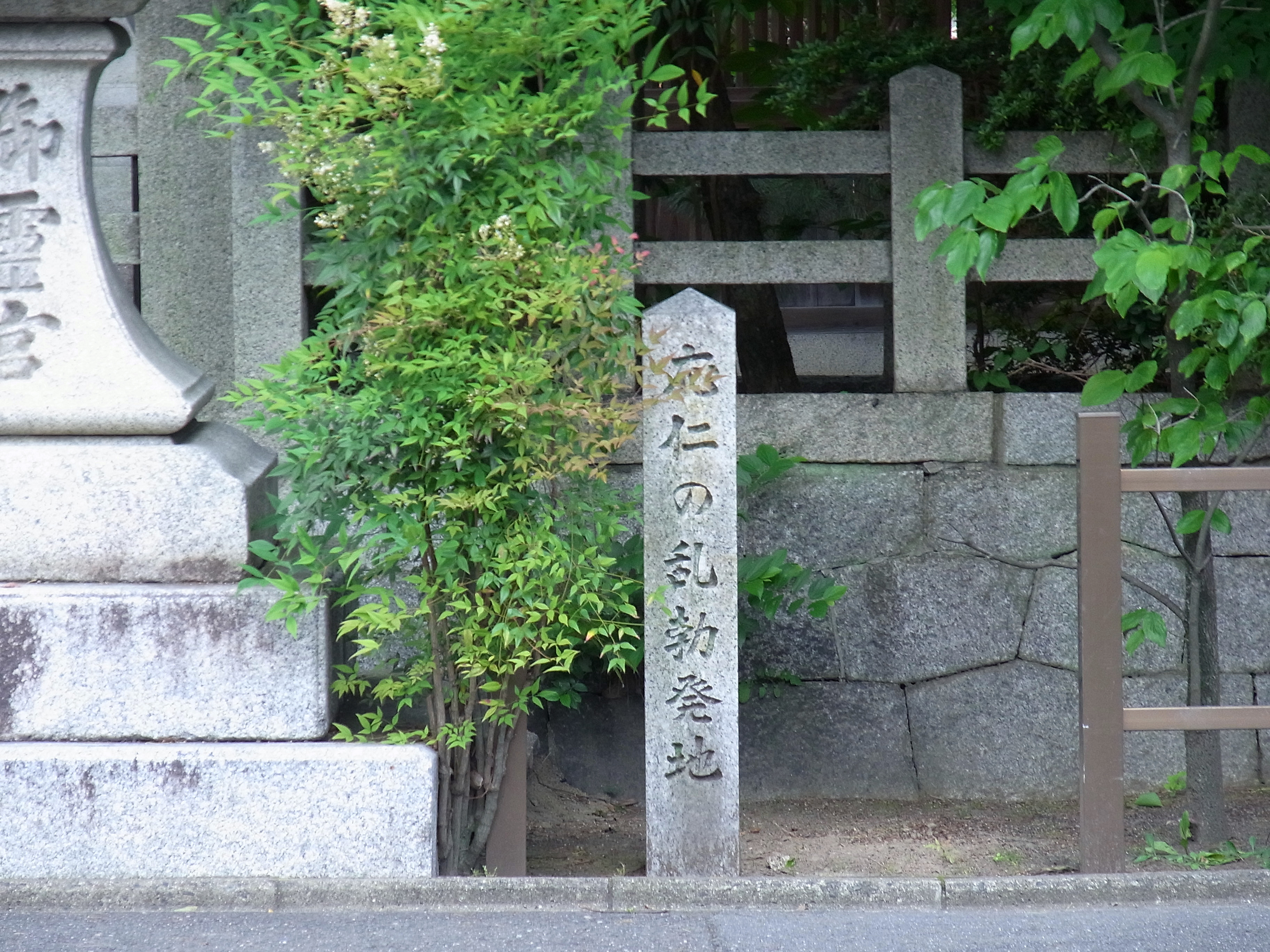
「応仁の乱勃発地」の石碑（京都市上京区御霊前通烏丸東入、上御霊神社鳥居前）

文正元年（1466年）12月、7年前の追放以来畿内近国で抵抗・逃亡を続けていた畠山義就が大軍を率いて上洛し、千本地蔵院（京都市北区）に陣取った。これまで連携していた細川勝元と山名宗全であったが、畠山氏の継承問題を巡っては立場を異にしていたため、両畠山の抗争が再び中央に持ち込まれ緊張が高まると対立するようになる。ただし、宗全の斯波氏や畠山氏の継承問題への介入は、あくまでも赤松政則とその支持勢力に対する牽制であり、そこから長く連携を続けてきた勝元との決別にまで発展させることには嫡男・教豊を含めた山名氏一門・被官の間でも不満があったとする指摘もある。
年が明けて1月2日（1467年2月6日）、将軍義政は正月の恒例である春日万里小路の畠山邸（政長側）への御成を取り止めて室町第に義就を招き、さらに追い討ちをかけるように山名邸の酒宴に出席して義就・宗全側を支持する姿勢を示した。1月6日には政長の管領職を罷免し、畠山邸を義就へ明け渡すよう命じた。これに対して勝元は室町第を包囲して将軍から義就追討令を得ようと企図したが、勝元夫人（宗全の娘）が事前に宗全に情報を漏らしたため、宗全・義就・斯波義廉（管領）が先手を打って室町第を占拠し、勝元側は御所巻に失敗した。
1月18日（2月22日）、政長は自邸に火を放って上御霊神社（京都市上京区）に陣を敷き抗戦の構えを見せた。義就は天皇や上皇らも室町第に避難させて将軍とともに抱え込み、勝元・政長・京極持清の兵がこれを御所巻にした。ここに至って将軍義政は畠山氏の私闘への関与を禁じたが、宗全や山名政豊（宗全の孫）・斯波義廉・朝倉孝景（斯波氏宿老）らはこれに取り合わず義就に加勢した。義政の命に従って政長への加勢を止めた勝元は「弓矢の道」に背くものとして非難を受けた。義就側は釈迦堂から出兵して御霊社の政長軍を攻撃した（御霊合戦）。戦いは夕刻まで続いたが、政長は夜半に社に火をかけて自害を装い逃走した。勝元邸に匿われたといわれる。義政の中立は将軍家近臣である奉公衆の主張によるもので彼の本意であるかの確証はなく、合戦終結前に政長に対する治罰の院宣が出されていることや政豊や義廉らが処分を受けた形跡がないことから、この時点の義政は宗全との連携に傾いていた可能性もある。

### 大乱前夜

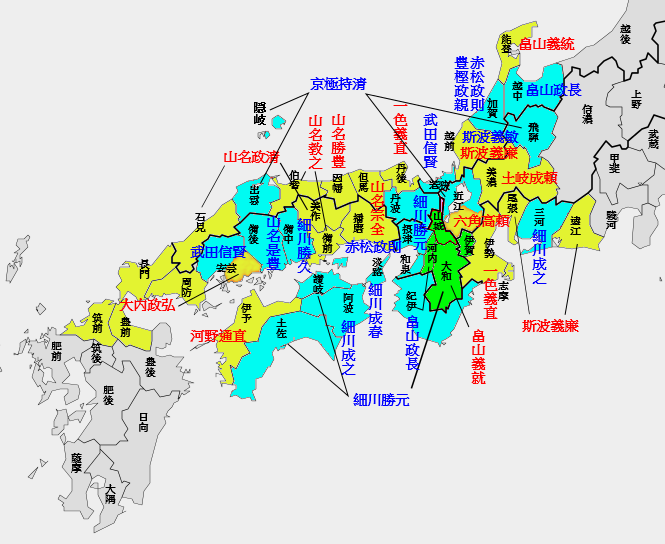
応仁元年（1467年）の勢力図
水色:東軍、黄色:西軍、黄緑:両軍伯仲

山名宗全らが室町第を占拠したことで幕府中枢から排除された格好となった細川勝元は、御霊合戦の後も没落せずなお京都に留まり続けていた。山名方は斯波義廉（管領）の管領下知状により指令を行っていたが、勝元も代々管領職を務める細川京兆家当主の立場で独自に（管領の職務である）軍勢催促状や感状の発給、軍忠状の加判などを自派の大名や国人に行った。そして四国など細川氏一族の分国からも兵を京都へ集結させるなどしたため緊迫した状態が続いた。3月5日に改元されて後の応仁元年（1467年）4月に細川方の兵が山名方の年貢米を略奪する事件が相次いで起き、足利義視が調停を試みている。また細川方の兵は宇治や淀など各地の橋を焼き、4門を固めた。
宗全は5月20日に評定を開き、五辻通大宮東に本陣を置いた。両軍の位置関係から細川方を「東軍」、山名方を「西軍」と呼ぶ。『応仁記』によれば東軍が16万、西軍が11万以上の兵力だったというが、これは誇張と考えられる。京都に集結した諸将は北陸、信越、東海と九州の筑前、豊後、豊前が大半であった。守護分国の分布では、東軍が細川氏一族の畿内と四国に加えその近隣地域の自派の守護、西軍は山名氏の他に細川派の台頭に警戒感を強める周辺地域の勢力が参加していた。当初の東軍の主力は細川氏・畠山政長・京極持清・武田信賢に文正の政変で失脚した赤松政則・斯波義敏を加えた顔ぶれで、西軍の主力は山名氏・斯波義廉（管領）・畠山義就・一色義直・土岐成頼・大内政弘であった。

### 開戦と東軍の足利義視推戴
応仁元年（1467年）5月、東軍はかつての播磨守護赤松氏の一門赤松政則が山名分国の播磨国に侵攻し奪還した。また武田信賢・細川成之らが若狭国の一色氏の領地へ、斯波義敏が越前国へ侵攻した。美濃土岐氏一門の世保政康も旧領であった一色氏の伊勢国を攻撃している。

そして、5月26日に京都での戦いが始まる（上京の戦い）。夜明け前、東軍は成身院光宣（興福寺衆徒）が室町第西隣の一色義直邸に近い正実坊を、武田信賢が実相院を占拠した。武田信賢・細川成之の軍が続いて一色邸を襲撃し、義直は直前に脱出したものの屋敷は焼き払われた。細川勝元は戦火から保護するという名目で室町第を押さえて将軍らを確保し、自邸（今出川邸）に本陣を置いた。勝元は匿っていた畠山政長を含む自派の諸将兵に応じるよう呼びかけた。また西軍についた幕府奉行衆の責任を追及し、6月11日には恩賞方を管轄していた飯尾為数が殺され、8月には伊勢貞藤（貞親の弟）が追放された。

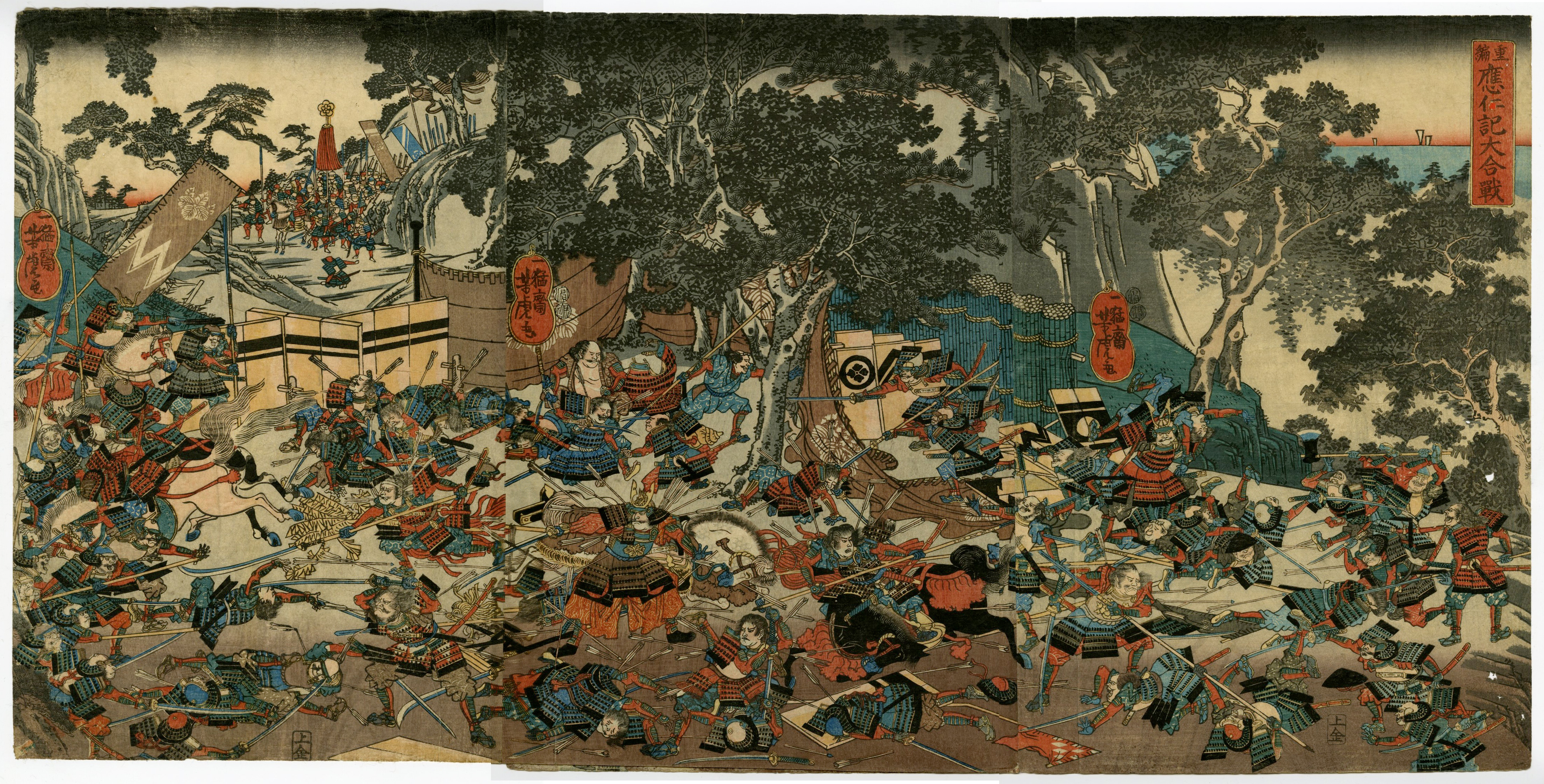
応仁の乱

京都で開戦した26日、西軍は斯波義廉（管領）配下の朝倉・甲斐氏の兵が山名宗全邸南側の細川勝久邸を攻めて細川勢と激戦を展開し、東から援軍に来た京極持清を返り討ちにした。東軍の赤松政則は南下して正親町を通り、猪熊に攻め上って斯波勢を退け、細川勝久はこの隙を見て東の細川成之邸に逃げ込んだ。西軍は勝久邸を焼き払い、さらに成之邸に攻め寄せ雲の寺、百万遍の仏殿・革堂にも火を放ち成之邸を攻撃したが東軍の抵抗で勝敗は決せず、翌日両軍は引き上げた。この合戦による火災のため、京都は北の船岡山から南の二条通りまでの一帯が延焼した。将軍義政は28日に両軍に和睦を命じ、勝元の行動を非難しながら、義就には河内下向を指示し、また伊勢貞親に軍を率いて上洛させるなど乱の収束と復権に向けた動きを取っていた。
ところが6月3日に勝元の要請によって将軍の牙旗が東軍に下され、足利義視が総大将に推戴されたことで、戦乱は拡大する方向に向かっていく。東軍は軍事行動を再開し、6月8日には赤松政則が一条大宮で山名教之を破った。さらに将軍義政が降伏を勧告すると斯波義廉ら西軍諸将は動揺して自邸に引きこもったが、東軍は義廉邸も攻撃した。京都は再び兵火に巻き込まれ、南北は二条から御霊の辻まで、東西は大舎人町から室町までが炎上した。義廉・六角高頼・土岐成頼はいったんは降伏の意向を示したが、東軍に激しく抗戦する朝倉孝景（斯波氏宿老）の首級を条件とされたため断念した。

### 西軍大内政弘の入京と義視の逃亡
西軍は6月14日に大和国の古市胤栄、19日に紀伊国の畠山政国などの援軍が到着し始めたが、8月23日に周防国から大内政弘が伊予国の河野通春ら7か国の軍勢1万と水軍2千艘を率いて入京して勢いを回復した。同日天皇・上皇が室町第に避難し、一郭が仮の内裏とされた。一方では足利義視が伊勢貞親の復帰に危険を感じて出奔し、北畠教具を頼って伊勢国に逃亡した。この頃から西軍は管領下知状にかわって諸将の連署による下知を行い始めた。
大内政弘は8月中に船岡山に陣取った。9月1日に攻めかかった武田勢を畠山義就・朝倉孝景が追い出し、武田勢が逃げ込んだ三宝院に火を放った。6日に将軍義政は再度義就の河内下向を命じたが、義就は従わず戦いを続けた。9月18日に京都郊外の南禅寺山でも戦いが起こり（東岩倉の戦い）、10月3日に発生した相国寺の戦いは激戦となり両軍に多くの死傷者を出したが、勝敗を決するには至らなかった。しかし、焼亡した相国寺跡には斯波義廉が陣取り、また義就は宗全邸の西に進出し、東軍は劣勢に立たされた。
朝廷においては10月3日に後花園法皇が興福寺に山名宗全の追討を命じる治罰院宣を発したほか、12月5日（12月31日）に正親町三条公躬（公治）・葉室教忠・光忠父子・阿野季遠・清水谷実久ら西軍派とされた公家の官爵剥奪が決定された。彼らは富子の実家である日野家と対立関係にあった三条家の一族や縁者が多く、義視を支持していた公家達であった。

### 斯波義廉の管領解任
応仁2年（1468年）3月17日に北大路烏丸で大内政弘と毛利豊元・小早川煕平が交戦、3月21日には、稲荷山の稲荷社に陣を張って山名側の後方を撹乱・攻撃していた細川方の骨皮道賢が攻撃されて討死し、稲荷社が全焼した。5月2日に細川成之が斯波義廉邸を攻めたり、5月8日に勝元が宗全の陣を、8月1日に勝元の兵が相国寺跡の義就の陣を攻めていたが、戦闘は次第に洛外に移り、山科、鳥羽、嵯峨で両軍が交戦した。
管領斯波義廉は西軍に属したものの、将軍義政から直ちに解任されなかった。将軍が主宰する御前沙汰なども管領不在のまま行われていた。だが、応仁2年（1468年）、幕府と敵対していた関東の古河公方足利成氏に義廉は和睦を提案し、山名宗全と畠山義就の連名の書状を送った。この理由については、義廉は幕府の関東政策の一環として斯波氏の当主に据えられたため、成氏と幕府の和睦という成果を挙げて家督と管領職の確保を狙ったと推定される。しかし、義政は独断で和睦を図った義廉を許さず、7月10日に義廉を解任して勝元を管領に任命、義廉の家督と3ヶ国守護職も取り上げられ、松王丸に替えられた。書状が出された月は2月から3月と推定され、相国寺の戦いの後に西軍有利の状況で義廉が動いたとされる。

### 義視の西軍入りと大内軍の優勢
応仁2年（1468年）9月22日、しばらく伊勢国に滞在していた足利義視は細川勝元（管領）や足利義政に説得されて東軍に帰陣した。帰京した義視は足利義尚派の日野勝光の排斥を義政に訴えたが、受け入れられなかった。さらに義政は閏10月16日には文正の政変で義視と対立した伊勢貞親を政務に復帰させ、11月10日には義視と親しい有馬元家を殺害するなどはっきりと義尚擁立に動き出した。勝元も義視擁立には動かず、かえって出家をすすめた。こうして義視は再度出奔して比叡山に登った。今回は伊勢貞藤、飯尾為脩ら一部幕臣も随っていた。11月23日（12月19日）、西軍は比叡山に使いを出して義視を迎え入れて“新将軍”に奉った。正親町三条公躬、葉室教忠らも西幕府に祗候し、幕府の体裁が整った。以降、西幕府では有力守護による合議制の下、義視が発給する御内書によって命令が行われ、独自に官位の授与も行うようになった。
一方で幕府では日野勝光、伊勢貞親ら義政側近の勢力が拡大し、文正の政変以前の状態に戻りつつあった。勝元には義視をあえて西軍に送り込むことで、親宗全派であった富子を幕府内で孤立させる目論見があったとも推測されている。以降勝元は西軍との戦いをほとんど行わず、対大内氏との戦闘に傾注していく。
大内政弘の圧倒的な軍事力によって山城国は西軍によって制圧されつつあり（西岡の戦い）、京都内での戦闘は散発的なものとなり、戦場は摂津・丹波・山城に移っていった。このため東軍は反大内氏の活動を活発化させた。文明元年（1469年）には九州の大友親繁・少弐頼忠が政弘の叔父教幸を擁して西軍方の大内領に侵攻、文明2年（1470年）2月には教幸自身が反乱を起こしている。しかしいずれも留守居の陶弘護に撃退されたために政弘は軍を引くことなく、7月頃までには山城の大半が西軍の制圧下となった。
これ以降東西両軍の戦いは膠着状態に陥った。長引く戦乱と盗賊の跋扈によって何度も放火された京都の市街地は焼け野原と化して荒廃した。さらに上洛していた守護大名の領国にまで戦乱が拡大し、諸大名は京都での戦いに専念できなくなった。かつて守護大名達が獲得を目指していたはずの幕府権力そのものも著しく失墜したため、もはや得るものは何もなかったのである。やがて東西両軍の間には厭戦気分が漂うようになった。

### 各勢力の動向
東軍は将軍義政や後土御門天皇・後花園法皇を保護下に置き、将軍牙旗や治罰院宣を駆使して官軍の体裁を整え、西軍は賊軍の立場に置かれていた。しかし、正親町三条家・阿野家・葉室家などのように将軍姻戚の日野家と対立する公家の一部は義視とともに西軍に投じており、さらに西軍は「西陣南帝」と呼ばれた小倉宮後裔を担ぐなど朝廷も一時分裂状態に陥った。
宗教勢力の動きでは蓮如率いる浄土真宗本願寺派の活動が知られ、文明5年に東軍の加賀半国守護・富樫政親の要請を受けて下間蓮崇率いる一向一揆が政親方に加担。本願寺派と敵対する浄土真宗高田派と結んだ西軍の富樫幸千代と戦い、翌文明6年に幸千代を破っている。ただこの一件が後に加賀一向一揆を勃発させる遠因となった。
関東や九州では鎌倉公方や少弐氏らによりたびたび大規模な紛争が発生しており、大乱以前から長い戦乱状態にあった。室町幕府が直轄しない関東八ヶ国及び伊豆・甲斐（鎌倉府管轄）は享徳の乱の最中にあったが、将軍義政が送り込んだ堀越公方に対し、古河公方側が西軍と連携する動きもあった。文明7年には関東管領上杉顕定の後見人の越後守護上杉房定（実父）が西軍の能登守護畠山義統とともに東軍の畠山政長が領する越中を攻撃している。
| 勢力     | 領国                                                                         | 西軍 ★印は東軍から西軍へ寝返った武将 | 東軍 ◆印は西軍から東軍へ寝返った武将 | 備考                                                       |
| -------- | ---------------------------------------------------------------------------- | --- | --- | ---------------------------------------------------------- |
| 足利氏   | 奉公衆領 奉行衆領                                                            | 足利義視（義政の弟）★ | 足利義政（第8代将軍） 足利義尚（第9代将軍） | 将軍家                                                     |
| 吉良氏   | 三河                                                                         | 吉良義藤（東条家） | 吉良義真（西条家） | 御一家                                                     |
| 渋川氏   | 肥前                                                                         | 渋川教直（肥前守護） | | 九州探題 御一家                                            |
| 今川氏   | 駿河                                                                         | | 今川義忠（駿河守護）× |                                                            |
| 仁木氏   | 伊勢 伊賀 丹波                                                               | 仁木教将（伊勢仁木氏） | 仁木政長（伊賀守護） 仁木成長（丹波仁木氏） |                                                            |
| 斯波氏   | 越前・遠江 尾張                                                              | 斯波義廉（管領・渋川系当主） 織田敏広（尾張守護代・岩倉家）                                                                                                | 斯波義敏（大野系当主） 斯波義寛（義敏の子） 斯波持種（大野家）× 甲斐敏光（越前遠江守護代）◆ 朝倉孝景◆ 織田敏定（清洲家） | 管領（1467-77年） 三管領家 ※武衛騒動も参照                 |
| 畠山氏   | 河内・紀伊・越中 能登                                                        | 畠山義就（総州家） 畠山政国（義就の猶子）× 遊佐就家 畠山義統（能登守護）                                                                                   | 畠山政長（管領・尾州家） 神保長誠（越中紀伊郡守護代） 遊佐長直（河内守護代） | 管領（-1467,73,77年-） 三管領家                            |
| 細川氏   | 摂津・丹波・讃岐・土佐 和泉 備中 淡路 阿波・三河 伊予                        | | 細川勝元（管領・宗家）× 細川政元（勝元の子） 細川政国（典厩家・政元後見） 安富元綱（執事）× 安富元家 内藤元貞（丹波守護代） 細川四天王（讃岐守護代等） 細川勝益（土佐守護代） 長宗我部文兼 細川常有（和泉上半国守護） 細川政久（和泉下半国守護） 細川勝久（備中守護） 細川成春（淡路守護） 細川成之（阿波三河守護） 東条国氏（三河守護代）× 三好長之（阿波郡守護代） 三好之長（長之の子） 細川賢氏（伊予守護） | 管領（1468-73年） 三管領家                                 |
| 一色氏   | 丹後・伊勢 尾張 三河                                                         | 一色義直（宗家） 一色義春（義直の子） 一色義遠（尾張分郡守護） 一色政照（三河分郡守護） 一色時家                                                           | | 四職 七頭                                                  |
| 京極氏   | 近江・隠岐 出雲 飛騨                                                         | 京極乙童子丸（勝秀の子）★ 京極政光（持清の次男）★× 多賀清直★ 三木久頼★×                                                                                    | 京極持清（侍所所司）× 京極勝秀（持清の嫡男）× 京極孫童子丸（勝秀の嫡男）× 京極政経（持清の三男） 多賀高忠（侍所所司代） 尼子清定（出雲守護代） | 侍所所司（-1466年） 四職 佐々木氏庶流 ※京極騒乱も参照      |
| 赤松氏   | 播磨・備前・美作・加賀                                                       | 有馬元家（赤松分家）× | 赤松政則（侍所所司） 浦上則宗（侍所所司代） 宇野政秀（赤松分家） 小寺則職 松田元成 | 侍所所司（1471年-） 四職                                   |
| 山名氏   | 但馬・播磨 因幡 伯耆・備前 石見・美作 備後・安芸                             | 山名宗全（宗家）× 山名教豊（宗全の子）× 山名政豊（教豊の子） 山名豊氏（因幡守護） 山名教之（伯耆備前守護）× 山名豊之（教之の子）× 山名政清（石見美作守護） | 山名是豊（宗全の子） | 四職 1474年以降は東軍 播磨・備前・美作は赤松氏に奪還された |
| 伊勢氏   | 山城 三河                                                                    | 伊勢貞藤（貞親の弟） 飯尾為数（恩賞方）× | 伊勢貞親（政所執事）× 伊勢貞宗（貞親の嫡子） 伊勢盛定（後北条氏の祖・伊勢宗瑞の父） 蜷川親元（政所執事代） 戸田宗光 松平信光（徳川氏の祖） | 政所執事 将軍養育係                                        |
| 土岐氏   | 美濃 伊勢                                                                    | 土岐成頼（美濃守護） 斎藤利藤（美濃守護代） 斎藤妙椿（利藤の後見） 斎藤妙純（利藤の弟） 石丸利光                                                           | 富島光仲 長江景秀× 長江利景（景秀の子） 土岐政康（伊勢半国守護→解任） |                                                            |
| 富樫氏   | 加賀                                                                         | 富樫幸千代（政親の弟） | 富樫政親（加賀半国守護）◆ |                                                            |
| 小笠原氏 | 信濃                                                                         | 小笠原清宗（府中家） | 小笠原政秀（信濃守護・鈴岡家） 小笠原家長（松尾家） |                                                            |
| 姉小路家 | 飛騨                                                                         | 姉小路勝言（宗家。小島家） | 姉小路基綱（古川家） 姉小路之綱（向家） | 飛騨国司家                                                 |
| 北畠氏   | 伊勢                                                                         | | 北畠教具（伊勢国司・伊勢半国守護）× 北畠政郷（教具の子） 木造教親（北畠分家）× | 伊勢国司家                                                 |
| 武田氏   | 若狭・丹後 安芸                                                              | 武田元綱（安芸分郡守護）★ | 武田信賢（若狭丹後守護）× 武田国信（信賢の弟） 逸見繁経× 粟屋賢家 |                                                            |
| 六角氏   | 近江                                                                         | 六角高頼（宗家） 山内政綱（後見） 伊庭貞隆 | 六角政堯（→近江守護）× | 佐々木氏嫡流                                               |
| 大内氏   | 長門・周防・豊前・筑前 石見                                                  | 大内政弘（宗家。周防長門豊前守護） 内藤弘矩 陶弘護（周防守護代） 相良正任 益田兼堯                                                                         | 大内教幸（政弘の伯父）◆ 内藤武盛（長門守護代）◆ 仁保盛安◆ 吉見信頼◆ |                                                            |
| 河野氏   | 伊予                                                                         | 河野通春（予州家） | 河野教通（宗家） |                                                            |
| 少弐氏   | 豊前・筑前                                                                   | | 少弐教頼（筑前守護）× 少弐政資（教頼の子） |                                                            |
| 宗氏     | 対馬                                                                         | | 宗貞国（対馬守護） |                                                            |
| 大友氏   | 豊後・筑後                                                                   | | 大友親繁（豊後筑後守護） |                                                            |
| 菊池氏   | 肥後                                                                         | | 菊池重朝（肥後守護） |                                                            |
| 島津氏   | 薩摩・大隅・日向                                                             | 島津季久（豊州家） 島津久逸（伊作家）★ 島津国久（薩州家）★ 島津友久（相州家）★                                                                             | 島津立久（宗家。薩摩大隅日向守護）× 島津忠昌（立久の子） |                                                            |
| 国人衆   |                                                                              | | |                                                            |
| 信濃     |                                                                              | 木曾家豊 | |                                                            |
| 飛騨     |                                                                              | 江馬左馬助 内ヶ島為氏 | |                                                            |
| 伊勢     | 長野政高★                                                                    | 関盛元 | |                                                            |
| 近江     |                                                                              | 朽木貞綱 蒲生貞秀 | |                                                            |
| 大和     | 越智家栄 古市胤栄 古市澄胤（胤栄の弟）                                       | 筒井順永 成身院光宣（順永の兄）× 十市遠清 箸尾為国 | |                                                            |
| 安芸     | 小早川盛景（竹原家） 小早川弘景（盛景の子） 小早川弘平（弘景の子） 毛利豊元★ | 小早川煕平（沼田家）× 小早川敬平（煕平の子） 吉川経基 | |                                                            |
| 肥後     | 相良為続★                                                                    | 阿蘇惟歳 | |                                                            |
| 日向     | 伊東祐堯★                                                                    | | |                                                            |

※スマートフォンなど携帯機種で閲覧の場合は横向きを推奨。
その他
- 一条兼良（関白・藤河ノ記の著者）
- 一条教房（兼良の嫡男・土佐一条氏の祖）
- 三条西実隆（実隆公記の著者）
- 大乗院門跡尋尊（兼良の子・尋尊大僧正記の著者）
- 大乗院門跡経覚（九条家の出・経覚私要鈔の著者）
- 斎藤親基（武士・斎藤親基日記の著者）
- 東常縁（武士・歌人）
- 万里集九（禅僧・梅花無尽蔵の著者）
- 雪舟（禅僧・水墨画家）
- 正広（禅僧・歌人）
- 専順（僧・歌人）
- 宗祇（僧・歌人）

### 細川勝元と山名宗全の死去
文明3年（1471年）5月21日、斯波義廉（前管領）の宿老で西軍の主力であった朝倉孝景が、義政による越前国守護職補任を受けて東軍側に寝返った。本来越前守護職は斯波氏のものであったが、これが臣下のはずの朝倉氏に与えられ越前一国の支配権を公認された形となった、まさに下剋上である。西軍の主力の移籍により、東軍は決定的に有利となり、東軍幕府には古河公方足利成氏の追討を再開する余裕すらも生まれた。一方で西軍は8月、擁立を躊躇していた後南朝勢力の小倉宮皇子と称する人物を擁立して「新主」とした（西陣南帝）。同年に関東の幕府軍が単独で成氏を破り、成氏の本拠地古河城を陥落させたことも西軍不利に繋がり、関東政策で地位保全を図った義廉の立場は危うくなった。
文明4年（1472年）になると、勝元と宗全の間で和議の話し合いがもたれ始めた。開戦要因の一つであった山名氏の播磨・備前・美作は赤松政則に全て奪還された上、宗全の息子達もかねてから畠山義就支援に否定的であり、山名一族の間にも厭戦感情が生まれていた。しかし、この和議は領土返還や山名氏の再侵攻を怖れた赤松政則の抵抗で失敗した。3月に勝元は猶子勝之を廃嫡して、実子で宗全の外孫に当たる聡明丸（細川政元）を擁立した後、剃髪した。5月には宗全が自殺を図って制止され、家督を嫡孫政豊に譲り隠居する事件が起きたが、桜井英治はこれを手打ちの意思を伝えるデモンストレーションであったと見ている。伊藤大貴はそれに加えて、播磨・備前・美作が赤松政則に全て奪還されたことで所領を喪った一部の庶子家や被官の間でや東軍の調略もあって主家からの離反の動きが始まり、宗全は山名氏惣領としての責任を問われる事態となっていたことも指摘する。
文明5年（1473年）の3月18日（4月15日）に宗全が、5月11日（6月6日）に勝元が相次いで死去している。

### 足利義政の隠居と和睦交渉
文明5年12月19日（1474年1月7日）には義政が義尚に将軍職を譲って隠居した。幕府では文明3年に長らく空席だった侍所頭人（所司）に赤松政則が任ぜられ、政所の業務も文明5年になると政所頭人（執事）伊勢貞宗によって再開されるなど、幕府業務の回復に向けた動きがみられた。管領は義尚の将軍宣下に合わせて畠山政長が任じられたものの、一連の儀式が終わると辞任してしまい、再び空席になってしまったために富子の兄である公家の日野勝光が幕府の役職に就かないまま、管領の職務を代行した。一方で富子の勢力が拡大し、義政の実権は失われていった。
文明6年（1474年）3月、義政は小河に建設した新邸に移り、室町第には富子と義尚が残された。興福寺別当尋尊は「天下公事修り、女中御計（天下の政治は全て女子である富子が計らい）、公方（義政）は大御酒、諸大名は犬笠懸、天下泰平の時の如くなり」と評している。だが、義政の大御酒が平時と異なったのは、室町第に退避していた後土御門天皇もその酒宴に加わっており、幕府のみならず朝廷の威信の低下にもつながる事態となっていた。
文明6年4月3日（4月19日）、山名政豊と細川政元の間に和睦が成立。山名政豊は東軍の細川方と共に畠山義就、大内政弘らを攻撃した。さらにこの頃、西軍の一色義直の子義春が義政の元に出仕し、丹後一色氏も東軍に帰順した。その後も東軍は細川政元・畠山政長・赤松政則、西軍は畠山義就・大内政弘・土岐成頼を中心に惰性的な小競り合いを続けていた。また、赤松政則は和睦に反対し続けていた。
一方、西軍の土岐成頼の重臣で従三位の奉公衆斎藤妙椿も文明6年の和睦に反対し、美濃の兵を率いて近江・京都・伊勢に出兵した。更に越前にも出兵し、同年6月に西軍の斯波義廉の重臣甲斐敏光と東軍に寝返っていた朝倉孝景を停戦させている。

### 終息
文明7年（1475年）2月、甲斐敏光が東軍に降伏し、遠江守護代に任命された。西幕府の管領で敏光の主君であった斯波義廉も同年11月、守護代織田敏広を連れて尾張国へ下国し、消息を絶った。しかし和平工作を行っていた日野勝光が死去したため、和睦の流れは一時頓挫した。翌文明8年（1476年）9月には、足利義政が西軍の大内政弘に「世上無為」の御内書を送り、12月には足利義視が足利義政に恭順を誓い、義政も義視の罪を不問に付すと返答し、和睦の流れが加速した。
主戦派の畠山義就は大内政弘の降伏によって孤立することを恐れ、文明9年（1477年）9月22日に河内国に下国した。11月3日、大内政弘は東幕府に正式に降参し、9代将軍足利義尚の名で周防・長門・豊前・筑前の4か国の守護職を安堵された。大内軍が11月11日（1477年12月16日）に京から撤収し、能登守護の畠山義統や土岐成頼も京の自邸を焼き払って帰国した。義視・義材（後の10代将軍）親子は正式な赦免を受けないまま、土岐成頼や斎藤妙椿と共に美濃国に退去した。こうして西軍は解体され、9日後の11月20日、幕府によって「天下静謐」の祝宴が催され11年に及ぶ京都における大乱の幕が降ろされた。なお、西陣南帝は「諸将みな分国に帰り、京都に置き去りにされてしまわれた」とされているものの、その後の消息は不明。
この戦乱は延べ数十万の兵士が都に集結し、11年にも渡って戦闘が続いた。しかし惰性的に争いを続けてきた挙句、勝敗のつかないまま終わった。主だった将が戦死することもなく、戦後罪に問われる守護もなかった。西軍の最大勢力であった大内政弘も富子へ賄賂を贈り、守護職を安堵されていた。
一部の大名は乱終結時点では正式な赦免を受けていなかったが、翌文明10年（1478年）に義視の使者である伊勢貞職（貞藤の子）が美濃から上洛したのを受けて、7月10日に義視父子と土岐成頼の赦免が認められ、一連の争乱の原因とみなされた畠山義就以外の全ての武将が赦免を受けることになった。

### 畠山義就の赦免
西軍が消滅したとはいえ、それは単に京都での戦闘が終結したということに過ぎなかった。畠山義就は京都での退去後にも幕府の命令に従わず、河内国を占拠して政長方を駆逐し、続いて大和国に侵攻した。さらに義就は政長が守護を務めていた山城国に侵攻した。文明14年（1482年）末から文明15年（1483年）にかけては義就が宇治以南の南山城を占拠し、幕府の命令が届かない状態となった。将軍義尚や富子は政長を見限って義就を赦免しようとしたが、義政の反対で中止された。ついに文明16年（1484年）には政長の守護職を解き、幕府の直轄（御料国）としたが、戦乱はなおも続いた。
文明17年（1485年）7月、義就方の斎藤彦次郎が政長方に寝返ったことにより、義就方と政長方の大軍が対峙することになった。しかし山城国の国人が団結し、撤退しなければ攻撃すると両軍に通達し、義就・政長らは山城国より撤退した。以降、国人たちは山城国一揆を組織し、一種の自治的な政権をつくることとなる。一方で義就は山城国より撤退したことが評価され、文明18年（1486年）3月に義政と義尚から正式に赦免され、応仁の乱の戦後処理はここに完了した。

## 各地の戦乱

### 摂津・河内・和泉・山城
摂津・河内・和泉（摂河泉と呼ばれる）3ヶ国のうち摂津・和泉は細川氏が、河内は畠山氏が守護を務めていた。しかし、畠山氏がお家騒動で混乱し、応仁の乱で大内政弘が西上して京都の戦闘が各地に及ぶと、近郊の摂河泉は東西両軍の衝突地域となっていった。また、山城国は畠山氏の領国であるが、細川勝元が畠山持国への対抗から山城国人を被官に加え、畠山持国の弱体化を目論みお家騒動を煽った影響で山城国は義就と政長どちらに付くかで分裂した。
畠山義就は乱直前の足利幕府への工作で守護職を取り戻し、御霊合戦で畠山政長を破り立場を固めた。ところが、政長を援助していた細川勝元が諸国の軍勢を動員すると、幕府から守護職を取り上げられ政長に替えられ、再び地位を失うと義就は実力行使で領国奪取に動いた。一方、大内軍は上洛して西軍の主力として京都で東軍と戦っていたが、文明元年4月に義就が山城国西岡を攻めて陣取っていた西軍を丹波国へ追い落とし（西岡の戦い）、山城勝竜寺城へ入って摂津・丹波付近を伺うようになると、大内軍も7月に摂津国へ侵攻して諸城を落とし、摂津の殆どを制圧した。しかし、池田城だけは城主の抵抗で持ちこたえ、10月に山名宗全の次男の山名是豊と赤松政則が東軍の援軍として大内軍を撃破して兵庫を奪還したため、大内政弘は池田城の包囲を解いて東軍迎撃に向かった。これに対し、是豊は摂津神呪寺に着陣して大内軍と戦い、その後は東進して摂津と山城の国境の山崎に布陣した。
文明2年1月から4月にかけて山崎の是豊と勝竜寺城の義就が交戦したが決着は着かず、5月に東軍の裏工作で摂津国に留まっていた大内政弘の家臣仁保弘有が寝返り、直後に茨木城と椋橋城が東軍に奪回され反撃の契機となった。一方、大内政弘は南山城の木津川流域を攻撃目標として7月に八幡へ進出して木津を除く南山城を制圧した。だが、木津に拠点を構える東軍の抵抗は激しく、大内軍は木津を奪えないまま下狛（精華町）に待機して一進一退の状況を続けていった。義就は8月に山城国から大和国を経て河内国へ侵攻、若江城と誉田城を包囲したが落とせず撤退、山名是豊は領国の備後で西軍が蜂起したため12月に下向していった。山城国は山名是豊が東幕府から守護に任じられていたが、大内軍による南山城の占拠や是豊が備後国への撤退後は義就が実力で山城を支配することになり、守護でないにもかかわらず義就は山城国を実質上占領下に置いた。
文明3年6月、大内軍と畠山軍が合流して摂津・和泉に侵入したが、敵の反撃で失敗、以後畿内で大きな戦闘はほとんど行われず、文明4年10月に木津から出陣した東軍は大内軍の反撃で退散、文明7年4月に大内軍が木津へ攻撃して失敗したことが挙げられる程度であった。文明8年に政長は家臣の遊佐長直を河内国に下向させて若江城に赴任させたが、義就は翌文明9年9月に河内へ向かい、9月から10月にかけて若江城を始めとする河内の諸城を陥落させ長直を追放、河内を制圧した（若江城の戦い）。大内軍も呼応して木津を落としたが、大内政弘は幕府と和睦して11月に帰国したため、木津と摂津は東軍の手に戻された。以後、南山城は政長を始めとする幕府が領有したが、河内は守護ではない義就が占拠した状態が続いていくことになる。

### 大和
大和国も畠山持国の影響力が強かったため、大和国人もお家騒動で互いに敵対していった。義就に就いた国人は越智家栄・古市胤栄で、政長には筒井順永・成身院光宣・十市遠清・箸尾為国らが味方した。光宣は乱勃発直後から政長に仕え、御霊合戦後に政長を勝元の屋敷へ手引きして、文明元年に亡くなるまで東軍に属していた。古市胤栄は義就に手助けすべく応仁元年6月に上洛したが、他の国人衆は表立って活動は行わなかった。
事態が動いたのは文明2年に大内軍が摂津国から南山城へ南下した時で、山城国と大和国を結ぶ重要拠点の木津を大内軍が攻めてきたため、筒井順永は木津防衛に向かい大内軍の進出を阻止した。一方、越智家栄は義就の河内侵攻に参加、古市胤栄は下狛の大内軍陣地に合流して順永と交戦、文明3年になると十市遠清も東軍方として動き、1月に近江の東軍を助けて西軍の六角高頼軍を撃破、6月に順永・遠清・箸尾為国が畠山軍の河内侵攻を阻止するなど大和国人の殆どが乱に参戦するようになった。
文明4年10月に順永は下狛の大内軍に夜襲を仕掛けたが逆襲に遭い敗走、文明5年の和睦でも戦乱は止まず、文明6年になると大和国人衆の紛争が続出して戦乱は大和に拡大していった。文明7年4月に大内軍の木津攻撃を順永が撃退、5月に大和春日社頭で順永・遠清・為国ら東軍と家栄・胤栄ら西軍が衝突して東軍が勝利、古市胤栄は敗北の責任を取り隠居、弟の澄胤に家督を譲った。また、文明8年に筒井順永が亡くなり嫡男の順尊が後を継いだ。
文明9年に義就が河内国に侵攻・制圧すると大内軍も木津を攻撃し、木津を守る順尊ら政長派は木津を放棄、本拠地も失い没落したため、戦乱の末に大和国は越智家栄・古市澄胤ら義就派が勝利して大和は義就の手に入った。大和国は興福寺が支配していたが、大乱に伴う分裂で国人衆の台頭を抑えられず権威が下降した。興福寺別当の尋尊は日記で戦闘を詳細に書き記す一方で、混乱を収められない無力さを嘆いている。以後、没落した政長派は潜伏して遊撃兵として義就派への抵抗を続け、大和は義就派と政長派が抗争を繰り返していった。

### 近江・美濃
近江国は京極氏と六角氏それぞれが治めていたが、六角氏も幕府の介入でお家騒動が悪化・分裂したため京極持清が東幕府の支援を得て近江の六角高頼を攻撃、高頼は美濃国の斎藤妙椿の後ろ盾で対抗していった。京極持清・勝秀父子は高頼の従兄の六角政堯と共に高頼の居城である近江観音寺城に度々攻め入り、高頼も応戦した。美濃国では守護の土岐成頼は西軍に加わるため上洛、守護代の斎藤利藤は幼いため叔父の斎藤妙椿が後見役として実質的に美濃を治めていたが、西美濃の国人長江氏・富島氏は京極氏と組んで妙椿に反乱を起こした。
美濃国の内乱は応仁2年までに妙椿に鎮圧されたが、近江国は決着が着かず一進一退、観音寺城が東軍に奪われては西軍に奪回されることが繰り返されていった。しかし、応仁2年に勝秀が死去、続いて文明2年に持清も亡くなり京極氏はお家騒動で2つに割れて弱体化（京極騒乱）、勝秀の弟政光と家臣の多賀清直・宗直父子は勝秀の遺児乙童子丸を擁立して西軍に寝返り、政光の弟政経と多賀高忠は乙童子丸の弟孫童子丸を擁立して争った。文明3年に政堯が高頼に討ち取られると戦況は西軍に傾き、文明3年と4年に妙椿が高頼に援軍を派遣して東軍を圧迫する。文明5年3月に宗全が亡くなると、妙椿は上洛して宗全に代わる西軍の指導者に成り上がった。
追い詰められた東軍は、信濃国の小笠原家長・木曾家豊に美濃の背後を突くよう要請、合わせて富島氏の再起を促し挟撃を図った。妙椿は直ちに反乱を押さえ伊勢国に出陣して東軍を牽制し、11月に出陣した小笠原家長らに東美濃を占拠されるという痛手を被ったが、文明7年1月に妙椿は信濃勢に勝利してそれ以上の侵略を阻止した。一方、京極氏は文明3年に孫童子丸が、4年に政光が没して政経が当主となったが、乙童子丸・清直父子が北近江、高頼が南近江を確保していたため東軍は劣勢となった。
そして、文明7年10月に近江国で決戦となり、妙椿の援軍と合流した高頼が勝利を収め、近江における戦乱は終結した。幕府も乙童子丸・清直父子と高頼及び成頼・妙椿らと文明10年（1478年）に和睦してそれぞれの支配を認めた。しかし、京極騒乱は収まらず政経は抵抗を続け、幕府も後に態度を翻して近江出兵を強行したり（長享・延徳の乱）、乙童子丸から家督を取り上げ政経に与えたりしていた。美濃国でも妙椿没後に実権を握った甥の妙純と利藤が争ったり（文明美濃の乱）、成頼の後継者を巡り内乱が発生したため（船田合戦）、近江と美濃の戦乱はなおも続いていくことになる。

### 越前・尾張・遠江
越前・尾張・遠江3ヶ国は斯波氏領国であるが、畠山氏と同じくお家騒動と家臣団の内乱で戦争状態となっていた。義敏は乱直前に3ヶ国守護に復権したが、文正の政変で守護職を失い義廉が守護に戻った状態で乱が勃発、義敏は越前国に入り義廉派と交戦、義廉は京都で家臣の朝倉孝景・甲斐敏光らと共に東軍と戦っていた。特に朝倉孝景の活躍は目覚しく、御霊合戦では義就に加勢して政長軍を破り、一条大宮の戦いでも戦果を挙げて東軍から討伐対象に挙げられていた程であった。
しかし、朝倉孝景に対して東軍が応仁2年から内応工作を始めると、孝景は閏10月に義敏征伐を口実に越前国に下る一方で東軍と裏交渉を行い、文明3年5月21日に孝景の越前守護職任命を記した足利義政と細川勝元の書状が届き、孝景は公然と東軍に寝返った。これにより朝倉孝景は斯波義敏と同陣営に属することになるが、両者はかつて長禄合戦で敵対していたため、共同戦線を張れないことを察した足利義政は義敏に中立を命じたため、義敏の家臣が孝景に味方しても義敏本人は合戦に参加しなかった。また、応仁2年に斯波義廉は関東との秘密交渉の発覚で足利義政から管領と守護職を取り上げられ（西幕府では存続）、細川勝元と義敏の息子松王丸がそれぞれ管領と守護職に就任した。甲斐敏光は義廉の陣営に留まっていたが、孝景の寝返りを知ると越前へ下向した。
越前では朝倉孝景と甲斐敏光が中心となり合戦を繰り広げていったが、東幕府の支持を得た孝景が有利であり、文明4年8月に甲斐敏光の本拠地である府中（越前市）を落として甲斐敏光を加賀へ追い落とし、残党も翌文明5年8月の合戦で討ち取った。甲斐敏光は挽回を図り文明6年閏5月に富樫幸千代の援助で再度越前に攻め入るが、朝倉軍に連敗を続けた末に斎藤妙椿の斡旋で孝景と和睦、越前奪還を諦めた。
朝倉孝景の越前統一は間近に迫ったが、文明7年4月に孝景の急成長に危機感を抱いた義敏が大野郡土橋城に籠城して国人二宮氏と結託、孝景は義政から義敏の保護を命じられていたため迂闊に土橋城を攻撃出来ず、大野郡の占拠は長期間に亘った。7月に孝景は二宮氏を土橋城外に誘き出して討ち取り、11月に土橋城の攻撃を開始したため、義敏は観念して12月に降伏、孝景の処置で京都に送り返され越前は孝景に平定された。
甲斐敏光は文明7年2月に松王丸（元服して義良と改名）と共に上洛して足利義政から遠江守護代に命じられ下向、朝倉孝景に続いて甲斐敏光にも見捨てられた斯波義廉は11月に残された領国・尾張に向かったが、尾張でも内乱が発生、文明10年に幕府から反逆者と指名されたのを最後に消息を絶った。遠江では駿河守護今川義忠が東軍の命令を受けて文明5年から遠江へ侵攻していたが、文明7年に甲斐敏光が東軍から守護代に任命されると大義名分を失い、文明8年に今川義忠が戦死すると今川氏は後継者に嫡男龍王丸（後の今川氏親）と従弟の小鹿範満が擁立されお家騒動が発生、遠江侵攻は中断された。
斯波義良は応仁の乱終結後は越前の奪還を図り、文明11年（1479年）に甲斐敏光と二宮氏などを連れて越前に攻め入った。文明13年（1481年）に孝景は亡くなったが、後を継いだ息子氏景は斯波軍を越前から追い出し完全平定を果たした。義良も越前奪回を諦め文明15年（1483年）に尾張へ下向、甲斐敏光も朝倉氏景と和睦して越前は朝倉氏、遠江は甲斐氏、尾張は織田氏がそれぞれ守護代として受け持つことを取り決めた。かくして越前は朝倉氏が実質的に領有を果たし、斯波氏と甲斐氏は尾張・遠江を拠点としたが、やがて今川氏親と織田氏の勢いに押されていった。

### 播磨・備前・美作
播磨・備前・美作は元は赤松氏領だった所を山名宗全・山名教之・山名政清ら山名一族が嘉吉の乱で奪い取った経緯があり、再興を目指す赤松の遺臣達にとって山名氏との衝突は避けられなかった。長禄の変で赤松郎党が手柄を立てたことにより、赤松政則は細川勝元の支援で加賀半国守護に就任して復権の足掛かりを築き、赤松政則は家臣の浦上則宗と共に義政の警固や屋敷建造、土一揆鎮圧などに努め義政の側近として重用された。宗全からは敵視され文正の政変で失脚したが程無く復帰している。
宗全の政治的立場は嘉吉の乱から応仁の乱に至るまで、赤松氏から奪った3か国の領有を守る点で一貫しており、細川勝元との連携から離反・敵対もその観点からの判断であったが、勝元との連携の維持を望む嫡男・教豊を含めた一門・被官からも反発を受けるものであった。ところが、政則が3か国奪還のために勝元と連携し、実際に領国奪還に動き出したことで、それまで宗全の動きを諫めようとしていた山名氏一門・被官も3か国国内にあった自らの所領を守るために宗全の下で西軍として戦うことになった。山名一門で数少ない東軍参加者の山名是豊（宗全の次男）は所領のほとんどが（旧赤松氏領国ではない）備後を拠点とし、勝元から山城守護に取り立てられた恩義があったために、兄・教豊らの方針転換に同調できなかったとみられている。
播磨3か国では宗全を始めとする山名一族は軍勢を引き連れて上洛したため、好機と捉えた宇野政秀ら赤松氏家臣団は3ヶ国の奪還に動き出した。乱勃発直後の応仁元年5月に宇野政秀は播磨に下向して赤松氏遺臣の蜂起を促し、播磨を手に入れると備前・美作にも侵攻し備前も奪回したが、美作は守護代の抵抗が強く一度敗退、完全平定まで3年後の文明2年までかかった。この間、宇野政秀は文明元年に摂津で山名是豊と合流して池田城の救援に赴き大内軍を撃破、兵庫を奪還している。乱における活躍で赤松政則は東軍から3か国の守護に任じられ、赤松氏の再興に大きく前進した。
一方、早い段階で3か国を喪失した山名氏内部では文明3年に伯耆守護の山名豊之が重臣に殺害され、直後に山名氏の出雲遠征軍が京極氏に壊滅させられて豊之の実弟である因幡守護の山名豊氏が戦死して、留守を守っていた伯耆・因幡の重臣が東軍に寝返る事件を起こしている。こうした事態を受けて文明4年2月から山名・細川両氏の間で和睦交渉が始まるが、山名宗全は赤松政則が3か国を返還することを和睦の条件とし、政則が強く反対したことから一旦は交渉は挫折した。しかし、宗全・勝元の死後に交渉が再開され、文明6年4月になってようやく和睦が成立したが、3か国守護職は赤松政則に与えられたままであった。
赤松政則は和睦に反対したが、文明9年の終戦後には3ヶ国守護と侍所頭人の地位を保証され赤松氏の再興を果たし、側近の浦上則宗も侍所所司代として赤松氏の重臣に成り上がった。しかし、山名氏は和睦で失った3か国の奪還を狙い、宗全の後を継いだ山名政豊は播磨を伺い、赤松政則も山名氏領国の不満分子を嗾けて反乱を起こさせたため、両者は終結後も3ヶ国を巡り争奪戦を繰り広げていった。

### 備後・安芸・石見
備後は宗全の次男山名是豊が治めていたが、宗全と不仲であった所を勝元に籠絡され、山名氏の大半が西軍に属したのと異なり唯一東軍に与したとされてきた。しかし、伊藤大貴によって宗全との不仲説が否定された他、実際の守護は兄の教豊（宗全の家督復帰後は宗全）で、是豊はその守護代であったと指摘されている。是豊は兄や重臣達と共に宗全が勝元と敵対するのを諫めようとしたものの、赤松政則との争いが絡んで家中が西軍で纏まる中で結果的に東軍に属することになったのは前述の通りである。
安芸国は大内氏と武田氏の対立の場となっていて、安芸国人の殆どを勢力下に収める大内氏に対し、武田氏は大内氏に危機感を抱く細川氏の支援で対抗した。文安4年に安芸国で最初の衝突が発生、これ以後は大内氏が度々安芸に侵攻しては勝元が武田氏と反大内の国人を支援して侵略を阻止していった。伊予国で大内氏が河野氏を支援したことも勝元が大内氏と対立する原因となった。
乱勃発で大内政弘は宗全の要請で領国周防から出陣、応仁元年7月20日に兵庫に上陸して8月23日に上洛、西軍と合流して東軍の脅威となった。対する武田信賢・国信兄弟と毛利豊元・吉川経基・小早川煕平ら反大内の安芸国人は東軍に加わり、是豊も上洛して東軍と合流した。上洛せず安芸・備後に留まった国人勢力も二分されそれぞれ争ったが、備後は宗全の影響力が健在だったため東軍が不利で、応仁2年11月に是豊が一時帰国しなければならない程であった。文明元年に是豊は再び上洛、その途上で摂津の大内軍を破り山崎に布陣して翌文明2年西軍と交戦、備後が西軍の加勢でまたもや劣勢になったため12月に帰国した。一方の武田信賢らは京都に留まり西軍と戦った。
文明3年になると信賢と国信の弟で安芸の留守を守っていた武田元綱が西軍の工作で反乱を起こし、毛利豊元も大内氏に誘われて安芸に帰国すると西軍に寝返り、安芸・備後は西軍有利に傾いた。東軍は国人衆に忠誠を誓わせ寝返り防止に努め、山名是豊も備後で転戦して形勢を立て直そうとしたが、文明5年から文明7年の2年間西軍の小早川弘景ら安芸・備後国人衆が東軍方の小早川敬平が籠城する高山城を包囲したにもかかわらず救援に来なかったことから人望を失い、備後から追放された。ただし、文明6年に山名氏が細川氏と和睦して東軍に寝返ったことによって立場を失った是豊は西軍に寝返ったという指摘もある。文明7年4月23日に安芸・備後の東西両軍は和睦を結び、中国地方の戦乱は終息に向かった。
文明8年4月には是豊が亡くなったという情報が京都に伝わっている。戦後備後は山名是豊の甥（弟とも）に当たる山名政豊が領有することになり、残党は政豊に討伐された。安芸は武田氏を始め国人が割拠する状態に置かれ、武田元綱は文明13年に信賢の後を継いだ武田国信と和睦、安芸の国人領主として兄から独立し大内氏と友好関係を結んだ。他の国人衆も大内氏との対立を解消し安芸は平穏になったが、戦乱を通して大内氏の影響力は増大、備後で山名政豊と国人が対立して支配が揺らいだため、大内氏と新たに台頭した尼子経久が国人衆を巻き込み衝突していった。
なお、石見は美作の守護である山名政清が守護を兼ねていたが、乱が始まると、東軍は是豊を守護に任命して石見の平定を命じようとした。その頃、赤松政則の美作侵攻が開始され、美作で政清の留守を守っていた伯父で守護代の山名清宗（掃部頭）・義宗父子父子は激しく抵抗したものの、最終的には政則に敗走して石見に逃れることになった。ところが、ここで清宗父子は政清とたもとを分かって東軍側に寝返ってしまう。更に西軍についた甥の大内政弘に叛旗を翻した大内道頓が周防から石見に侵入、石見の山名氏被官や国人は清宗父子や大内道頓の元に集まることになり同国の大半が東軍側に制圧されてしまうが、結果的に西軍側の山名政清・東軍側の山名是豊共に石見に入国できない事態となった。大内政弘の生母が石見守護家の出身であったこともあり、最終的には山名政清が大内氏の力を借りて石見を回復させたものの、以降は山名一族でありながら大内氏の強い影響下に置かれることになった。

## 戦乱の影響
応仁の乱は幕府権力が崩壊した戦国時代の始まりであるとの説が通説であったが、近年では幕府の権威は明応の政変頃まで一応保たれていたという見解もあり、明応の政変以降を戦国時代の始まりととらえる説もある。とはいえ、応仁の乱以降身分や社会の流動化が加速されたことは間違いない。

### 幕府・守護権力の変化
応仁の乱により、多賀高忠、浦上則宗、斎藤妙椿、尼子清定など、守護家に迫る勢力を有する国人が台頭した。また、東西両軍は味方を得るために、それまでの家格を無視した叙任を行った。西軍は一介の国人であった越智家栄を大和守護に任命し、東軍は西軍の有力武将だったが守護代でもなかった朝倉孝景を越前守護につけた。
文明7年、能登守護畠山義統と越後守護上杉房定が政長の分国越中を侵略した際には、足利義政が「諸国の御沙汰は毎事力法量（諸国の沙汰は力次第である）」と述べ、守護が他国を侵略することも是認された。このため室町幕府の家格秩序は崩壊し、身分秩序が流動化することになった。また長期にわたる京都での軍事活動により、守護の財政は逼迫した。権威と財政を失った守護は、国人や家臣団に対する支配力を著しく低下させた。国人や家臣は守護の影響を排除して自らの地盤を固め、領主化していった。
それまで在京が原則であった守護は自らの領国を守るため下国し、守護代に任せていた領国経営を自らの権威により行おうとした。これにより守護は幕府の統制を離れ、幕府は段銭などの徴収がままならなくなった。いくつかの守護は領主化を強化することで戦国大名へと成長することが出来たが、既に乱の最中に守護代や家臣に権力を奪われた者もおり、没落した守護も多かった。この従来の家格秩序を破る風潮は下克上と呼ばれ、戦国時代を象徴する言葉となる。
また、守護在京制の崩壊により、文明18年（1486年）には京都に残る守護が摂津・丹波を基盤とする細川氏一門のみとなった。守護の協力を得られなくなった幕府は、将軍近臣の奉公衆や奉行衆による運営を余儀なくされ、畿内政権としての道を歩み始めた。その一方で、細川勝元が幕府を西軍方に占拠されていた時に始めた、細川京兆家当主としての軍勢催促状などの軍事決裁行為が管領復帰後も継続され、勝元没後に管領となった畠山政長も義就との戦いのためにほとんど在京しなかったために、勝元の子政元が細川政国の後見を受けて同様の措置をもって幕府の軍事行動を指揮したため、細川京兆家が本来管領が有していた幕府の軍事的権限を行使するようになった。やがて細川氏と幕府の利害が対立し、明応の政変とその後の京兆専制を招くことになる。

### 公家の没落
領主化を推進する守護や国人によって一円知行化が進められ、公家や寺社の荘園は横領された。さらに幕府の権威低下により、遠国など幕府の権力が届かない地域の荘園・国衙領支配は絶望的になり、荘園制度の崩壊が加速した。収入を断たれた公家は没落し、朝廷行事や官位昇進への興味も失った。甘露寺親長は日記に「高官無益なり」と書き記し、文明5年には顕官である近衛大将の希望者が現れないという事態が発生している。前関白一条教房のように京都を去る公家や、町広光のように家を意図的に断絶させる公家まで現れた。また、西軍について失脚した西川房任の子孫が細川高国に仕えて薬師寺国長の寄子に付けられるなど、生活が立ち行かなくなって公家身分を棄てる例もあった。更に朝廷収入も激減し、即位礼や大喪の礼などの儀式を行うことも困難となった。このため戦国期には献金による売官が行われるようになった。これは京都文化が地方に伝播する一因ともなった。

### 京都の被害
文明2年頃には戦火で京都の寺社や公家・武家邸の大半が消失し、罹災を免れたのは土御門内裏などわずかであった。このため類聚国史（一部）など京都にあった歴史的資料の多くが焼失・散逸し、これ以前の歴史研究に影響を及ぼした。
京都七口関は両軍の争奪戦となり、物資の流入も停滞した。さらに足軽の放火・略奪が追い打ちをかけ、京都の大半の人々は大いに困窮した。また文明5年には疫病が流行し、両軍総大将の宗全や勝元も命を落とした。応仁の乱を描いた軍記物『応仁記』に収録された飯尾常房の歌「汝や知る 都は野辺の 夕雲雀 あがるを見ても 落つる涙は」は、戦乱で荒廃した京都の有様を嘆いた作品として知られている。
しかし、義政はこれを顧みず日夜酒宴に明け暮れ（ただし、これは将軍御所に退避した天皇に対する饗応の意味もある）、小河邸や東山山荘を造営した。また富子は困窮した東西軍の守護に金銭を貸し付けるほか、米の投機を行って大いに利益を上げた。
寺社、公家、武家屋敷があった上京が焼け、商工業者が居住していた下京が焼け残ったことは、その後の京都の商業勃興をもたらした。

### 京都の復興
応仁の乱によって京都を追われた公家や民衆は京都周辺の山科や宇治、大津、奈良、堺といった周辺都市や地方の所領などに疎開していった。応仁の乱後の文明11年（1479年）に室町殿や内裏の造営が開始されたが、都市の荒廃による環境悪化によって疫病や火災、盗賊、一揆などの発生が頻発したこと、加えて在京していた守護大名やその家臣達（都市消費者として一定の役割を果たしていた）が領国の政情不安のために帰国したまま帰ってこなかったこともあり、京都の再建は順調とは言えなかった。また、こうした災害を理由とした改元（長享・延徳・明応）が相次いだ。
将軍義政は、義教の死後中断していた勘合貿易を宝徳3年（1451年）に復活させた。勘合貿易の復活や側近の守護大名及び幕府官僚の財政再建によって、応仁の乱前の幕府財政は比較的安定してはいた。だが、義政は幕府財政を幕府の権威回復や民衆の救済にではなく、趣味の建築や庭園に費やした。結果、応仁の乱後の京都の復興は大幅に遅れることとなった。
一方で、町衆主導によって行われたと評価されてきた明応9年（1500年）の祇園祭の再興も本来祇園祭が疫病平癒の祭りであったことを考えると、逆に当時の社会不安の反映が祇園祭再興を促したという側面も考えられる。また、当時町衆における法華宗の受容も、社会不安からくる信仰心の高まりと関連づけられる。
それでも明応7年（1498年）頃より京都の住民に対する地子銭徴収が次第に増加していったこと、永正5年（1508年）以後の酒屋役徴収の強化命令が幕府から出されている事からこの時期に京都の人口回復が軌道に乗り出したと考えられ、明応9年の祇園祭の前後数年間が京都の本格的な復興期と考えられている。

### 戦術の変化

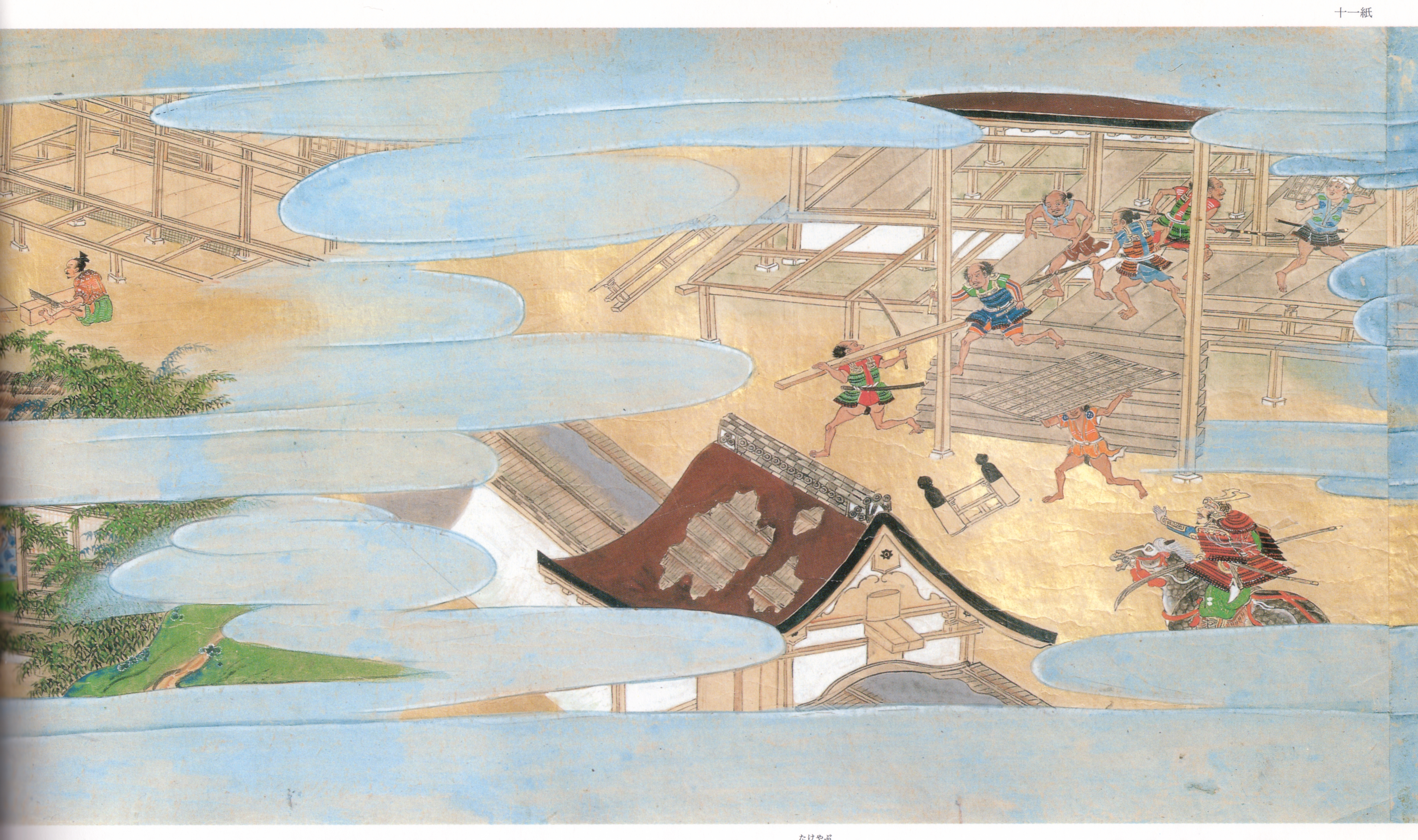
真如堂の建物から建材を略奪する足軽（『真如堂縁起絵巻』）

応仁の乱の戦いで特徴的とされるものは、正規の武士身分ではない足軽の活躍である。それまでは騎乗の権利を有する正規の武士が、少数の従卒を率いる小グループ同士の戦いであり、戦いの進行も名乗りを上げた後、騎射、馬上で薙刀などを使う打物戦、最後に下馬しての徒戦という順に進んでいた。
応仁の乱は大規模な戦闘が続いたことで兵力不足に悩んだ両軍は、兵站や土木作業に従事する足軽を戦力に加えた。足軽は技量が低い者も多く、それまではタブーであった馬への攻撃も行われた。主力武器も個人戦向けの薙刀から、集団戦に適した槍へと移行した。
東軍の足軽大将骨皮道賢や西軍の御厨子某が、後方攪乱として足軽によるゲリラ戦を行って名を上げるなど散兵も活用された。
足軽は盗賊などの無法者を多く含んでおり、高い自立性を持っていた。彼らは異形の装いをし、市街の放火や略奪を頻繁に行った。このため一条兼良は『樵談治要』において「足軽といふ者長く停止せらるべき事」と項目立てて、「洛中洛外の諸社諸寺五山十刹公家門跡の滅亡は彼らが所行なり」と非難している。一方で東寺などの権門寺社も自衛のために足軽を雇用することもあった。

## 後世の評価と研究

### 拡大の要因
乱のきっかけは畠山義就を山名宗全が支援したことであるが、何故ここまで乱の規模が拡大し、長期間継続したのかという問題には様々な解釈が建てられている。
多くの大名には陣営を積極的に選ぶ理由はほとんど無かった。富子は義視が西軍に逃亡した後も土御門内裏が炎上しないように西軍の大内政弘と連絡を取り合っているなど、将軍継嗣の問題だけでは説明がつかないという見方もある。永原慶二は幕政の中心人物である勝元と宗全が争ったため、結果的に幕政に関与していた諸大名は戦わざるを得なくなったとしており、戦い自体にはさしたる必然性もなく、戦意がない合戦が生み出されたとしている。伊藤大貴は嘉吉の乱によって赤松氏から山名氏に移った播磨・美作・備前の3か国を巡って、返還を求める赤松政則とそれを拒む山名宗全の間の深刻な対立の存在を指摘し、宗全は政争に関わることで自己への支持を広げようとし、政則は細川勝元と連携してそれを阻止しようとし、それが宗全と勝元の対立という構図を生んだとする（宗全と勝元の和睦交渉が行われると政則はたびたびこれを妨害している）。
当時の人々も理解できなかったらしく、尋尊は「いくら頭をひねっても応仁・文明の大乱が起こった原因がわからない」と「尋尊大僧正記」に記している。

### 軍記物による描写
応仁の乱が描かれた代表的な軍記物としては、『応仁記』『後太平記』『瓦林正頼記』などがある。特に『応仁記』は、細かい描写がなされて乱の研究に欠かせない史料であるが、儒教的色彩が濃く、幾つかの誤りが指摘されるようになった。実子・足利義尚の将軍職擁立を切望する日野富子が山名宗全に依頼し、足利義視の将軍職就任を阻止しようと暗躍したという説は誤りであるとされ、富子が乱の元凶であったとする説を現在にまで流布させる要因となった。

### 内藤湖南による評価
大正10年（1921年）、東洋史学者の内藤湖南は、史学地理学同攷会での講演『応仁の乱に就て』において、応仁の乱前後を「最も肝腎な時代」であると指摘した上で、「大体今日の日本を知る為に日本の歴史を研究するには、古代の歴史を研究する必要は殆どありませぬ、応仁の乱以後の歴史を知つて居つたらそれで沢山です」と発言し、古代史学者との間に論争を巻き起こした。なお、戦乱によって史料が失われたことで、応仁の乱以前の歴史には不明な点も多い。